# راس مانتون
راس مانتون (انگلیسی: Ross Embleton؛ زادهٔ ۹ نوامبر ۱۹۸۱) بازیکن فوتبال است.
از باشگاه‌هایی که در آن بازی کرده‌است می‌توان به باشگاه فوتبال لیتون اورینت اشاره کرد.